# اثر پیچ زنگ‌زده

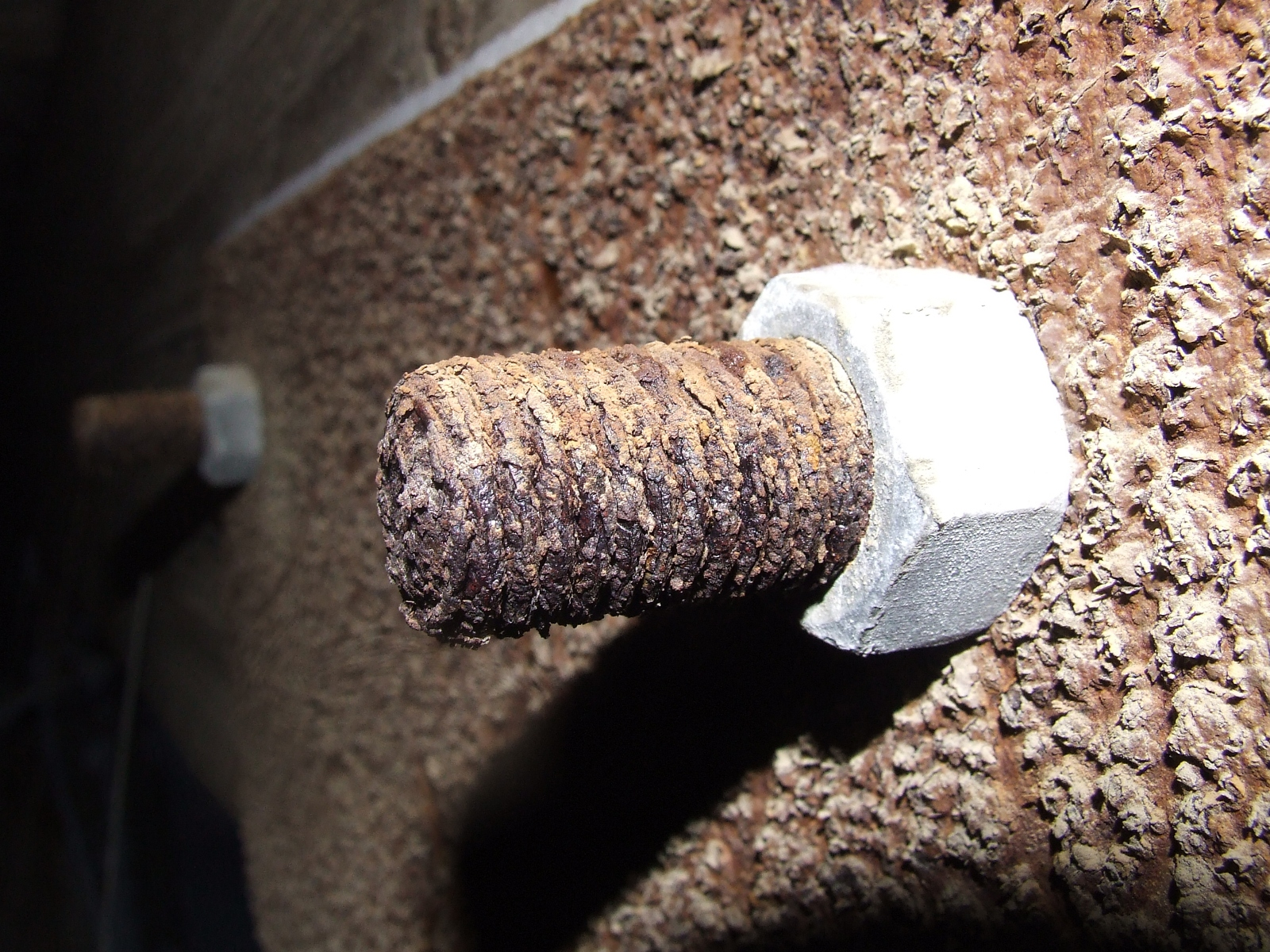
یک پیچ زنگ زده در ساختار آنتن ممکن است تداخل رادیویی ایجاد کند، حتی اگر در مسیر مستقیم الکتریکی نباشد.

اثر پیچ زنگ‌زده (به انگلیسی: rusty bolt effect) نوعی تداخل رادیویی ناشی از اندرکنش‌های (به انگلیسی: interactions) امواج رادیویی با اتصالات کثیف یا قطعات خورده شده‌است. بیشتر به عنوان میان‌مدگرایی غیرفعال شناخته می‌شود، و می‌تواند ناشی از علل مختلفی مانند فلزات رسانش فرومغناطیسی، یا جاذب‌ها و بارهای غیرخطی ریزموج باشد. مواد خورده‌شده روی آنتن‌ها، موجبرها یا حتی عناصر ساختاری می‌توانند به عنوان یک یا چند دیود عمل کنند. (مجموعه‌های کریستالی، گیرنده‌های رادیویی اولیه، از خواص نیم‌رسانای گالن طبیعی برای وامدوله‌کردن (به انگلیسی: demodulate) سیگنال رادیویی استفاده می‌کردند، و اکسید مس در یکسوسازهای قدرت استفاده می‌شد. بست‌های گالوانیزه و پوشش‌های ورقی اندود از اکسید فلزروی ایجاد می‌کنند، نیم‌رسانایی که معمولاً برای سرکوب ولتاژ گذرا استفاده می‌شود. این باعث تداخل نامطلوب می‌شود، از جمله تولید هارمونیک یا میان‌مدگرایی. اشیاء زنگ‌زده‌ای که نباید در مسیر سیگنال قرار گیرند، از جمله ساختارهای آنتن، می‌توانند سیگنال‌های رادیویی را با هارمونیک و سایر سیگنال‌های ناخواسته بازتاب دهند. مانند سایر نویزهای خارج-از-باند، این گسیلش کاذب می‌توانند با گیرنده‌ها تداخل داشته باشند.
این اثر می‌تواند باعث خروج سیگنال‌های تابشی از باند مورد نظر شود، حتی اگر سیگنال به یک آنتن غیرفعال به دقت باندمحدود شود.